# Women human rights defenders

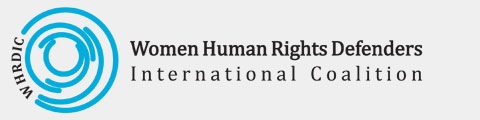
Dit is het logo van de Women Human Rights Defenders International Coalition dat staat voor het samenkomen en bespreken van problematische zaken met betrekking tot mensenrechten voor allen

Women human rights defenders (WHRDs, 'Vrouwelijke mensenrechtenverdedigers') zijn vrouwen die opkomen voor mensenrechten, en verdedigers van alle geslachten die opkomen voor de rechten van vrouwen en rechten met betrekking tot gender en seksualiteit.

 Hun werk en de uitdagingen waarmee ze worden geconfronteerd, zijn erkend door de VN-resolutie 68/181 van 18 december 2013, waarin wordt opgeroepen tot specifieke bescherming voor vrouwelijke mensenrechtenverdedigers.
Een vrouwelijke mensenrechtenverdediger kan een inheemse vrouw zijn die vecht voor de rechten van haar gemeenschap, een vrouw die opkomt tegen foltering, een LHBTI-mensenrechtenactivist, een rechtencollectief voor sekswerkers of een man die vecht voor seksuele en reproductieve rechten.
Net als andere mensenrechtenverdedigers kunnen vrouwelijke mensenrechtenverdedigers het doelwit zijn van aanvallen omdat ze de verwezenlijking van mensenrechten eisen. Ze krijgen te maken met aanvallen zoals discriminatie, aanranding, bedreiging en geweld binnen hun gemeenschap. Vrouwelijke mensenrechtenverdedigers worden echter geconfronteerd met extra obstakels op basis van wie ze zijn en de specifieke rechten die ze verdedigen. Dit betekent dat ze het doelwit zijn alleen omdat ze vrouwen zijn, LHBTI-mensen of omdat ze zich identificeren met hun strijd. Ze worden ook geconfronteerd met extra obstakels die verband houden met systemische discriminatie en ongelijkheid en omdat ze de patriarchale macht en sociale normen uitdagen of als uitdagend beschouwen. Ze lopen meer risico op gendergerelateerd geweld thuis en in de gemeenschap, en seksistische, vrouwonvriendelijke, homofobe, transfobe bedreigingen, laster en stigmatisering, evenals uitsluiting van middelen en macht.

## Voorbeelden van hedendaagse WHRDs
- Morena Herrera (El Salvador)
- Estela de Carlotto (Argentinië)
- Sonia Pierre (Haïti)
- Su Changlan (China)
- Leila de Lima (Filipijnen)
- Azza Soliman (Egypte)
- Narges Mohammadi (Iran)
- Katana Gégé Bukuru (DR Congo)
- Salimata Lam (Mauritanië)
- Delphine Djiraibe (Tsjaad)
- Lydia Foy (Ierland)
- Marjan Sax (Netherlands)
- Anna Mokrousova (Ukraïne)
- Caoimhe Butterly (Ierland)
- Geraldine Chacón (Venezuela)

Dit zijn enkele van de WHRDs die de afgelopen jaren zijn omgekomen vanwege hun mensenrechtenactivisme
- Marielle Franco (1979-2018) (Brazilië)
- David Kato (1964-2011) (Uganda)
- Natalia Estemirova (1958-2009) (Rusland)
- Hande Kader (1993-2016) (Turkije)